# David Kaczynski
David Richard Kaczynski (Chicago, 3 de octubre de 1949) es un trabajador benéfico estadounidense. Es el hermano menor del matemático y terrorista Theodore Kaczynski (1942-2023), más conocido como el Unabomber.
Sus memorias, Every Last Tie: The Story Of The Unabomber And His Family, detalla tanto sus relaciones con su hermano y sus padres, como la decisión de él y su esposa Linda de informar sobre las sospechas que tenían hacia Theodore a la Oficina Federal de Investigaciones (FBI), lo que finalmente llevó al arresto de este último en 1996. Esta situación hizo que Ted nunca volviera a comunicarse con su familia, al punto de rechazar toda la correspondencia de David durante su encarcelamiento.

## Biografía

### Primeros años
David Kaczynski se graduó en la Universidad de Columbia en 1970.  Entre diciembre de 1966 y mayo de 1967, escribió diez artículos para el Columbia Daily Spectator, un periódico estudiantil, y fue ascendido a miembro asociado del consejo de noticias en marzo de 1967. Kaczynski trabajó como maestro de escuela en Lisbon, Iowa, a mediados de la década de 1970.
Al igual que su hermano mayor, David Kaczynski rechazó la sociedad y vivió durante un largo período en aislamiento. En 1984, Kaczynski compró un terreno en el remoto condado de Brewster, Texas, cavó un hoyo en el suelo del Desierto de Chihuahua y cubrió el agujero con láminas de metal para vivir temporalmente mientras construía una cabaña cerca. En 1990, tras la muerte de su padre, regresó a la sociedad y se casó con su antigua novia del instituto, Linda Patrik.

### Papel en el arresto de Unabomber
Después de que Unabomber, de manera anónima, exigiera en 1995 que su manifiesto, La sociedad industrial y su futuro publicarse en un periódico importante o de lo contrario continuaría su campaña de cartas bomba, The New York Times y The Washington Post publicaron el manifiesto, con la esperanza de que alguien reconociera el estilo de escritura del autor.
La esposa de David, Linda Patrik, fue la primera en sospechar de Ted e instó a David a leer el manifiesto cuando se publicó. David identificó el estilo de escritura como el de Theodore y el abogado que contrató la pareja notificó a las autoridades. El 3 de abril de 1996, la policía arrestó a Ted en su cabaña rural en Lincoln, Montana. David había recibido la promesa por parte del FBI de que su identidad como informante se mantendría en secreto, pero su nombre se filtró a los medios. Además, David le pidió a los fiscales una garantía para que Ted recibiera una evaluación y tratamiento psiquiátricos adecuados. David y otros miembros de su familia consideraron como una traición el como los fiscales buscaron la pena de muerte por parte del Departamento de Justicia y la negativa inicial de la fiscal general Janet Reno a aceptar un acuerdo de culpabilidad a cambio de reducir la condena a cadena perpetua. Finalmente tal acuerdo se pudo llevar a cabo y Ted fue condenado a cadena perpetua sin posibilidades de libertad condicional. Desde entonces, David ha dicho que la decisión de denunciar a su hermano fue dolorosa, pero que se sentía moralmente obligado a hacerlo para evitar que hubiesen más víctimas.
David Kaczynski recibió una recompensa de un millón de dólares del FBI por la captura de Unabomber. La recompensa fue financiada como una asignación del Congreso para el Departamento de Justicia y fue, en ese momento, una de las recompensas más grandes alguna vez otorgadas en un caso nacional. En 1998, Kaczynski dijo a Associated Press que planeaba distribuir la mayor parte del dinero de la recompensa a las víctimas de las bombas y sus familias, añadiendo que esto «podría ayudarnos a sobrellevar el dolor por todo lo sucedido». Kaczynski creó el Fondo de Sobrevivientes de Unabomber, que donó 630 000 dólares (luego de pagar honorarios legales e impuestos) a las víctimas de los atentados de su hermano.

### Carrera profesional
Antes de entregar a su hermano Ted a las autoridades, David Kaczynski se desempeñó como trabajador social, trabajando como subdirector en un refugio para jóvenes que se habían escapado de su casa o que no tenían hogar en Albany, Nueva York, donde asesoró y defendió a jóvenes con problemas, abandonados o abusados. Al ver como su hermano estuvo a punto de ser condenado a pena de muerte motivó más tarde a David Kaczynski a convertirse en un activista en contra de la misma. En 2001, Kaczynski fue nombrado director ejecutivo de Neoyorquinos Contra la Pena de Muerte (a partir de 2008, Neoyorquinos por Alternativas a la Pena de Muerte). Si bien el objetivo de NCPM originalmente se centró únicamente en poner fin a la pena de muerte, bajo la dirección de Kaczynski en 2008, amplió su misión para abordar las necesidades no cubiertas de todos los afectados por la violencia, incluidas las víctimas y sus familias. Luego de un tiempo abandonó NCPM y se desempeñó como director ejecutivo de Karma Triyana Dharmachakra, un monasterio budista tibetano ubicado en Woodstock, Nueva York.

## Vida personal
Kaczynski está casado con Linda Patrik. Es budista practicante y vegetariano. En 2009, publicó un ensayo sobre su relación con su hermano Ted, desde su niñez hasta la edad adulta, que formó parte de una colección de ensayos.

## Cultura popular
Kaczynski apareció en el documental de Netflix Unabomber: In His Own Words (miniserie de televisión de 2020). Fue interpretado por Robert Hays en la película para televisión de 1996 Unabomber: The True Story, y por Mark Duplass en la serie de televisión de 2017 Manhunt: Unabomber.